# Rjúkjú-szigeteki sáfránymadár
A Rjúkjú-szigeteki sáfránymadár (Pericrocotus tegimae) a madarak osztályának verébalakúak (Passeriformes)  rendjébe és a tüskésfarúfélék (Campephagidae) családjába tartozó faj.
A magyar név forrással nincs megerősítve.

## Rendszerezése
A fajt Leonhard Hess Stejneger amerikai ornitológus írta le 1887-ben.

## Előfordulása
A faj kizárólag a Japánhoz tartozó Rjúkjú-szigeteken honos. Természetes élőhelyei a szubtrópusi vagy trópusi síkvidéki esőerdők, mangroveerdők, mocsári erdők és cserjések, valamint ültetvények, másodlagos erdők és városi környezet. Állandó, nem vonuló faj.

## Természetvédelmi helyzete
Az elterjedési területe nagy, egyedszáma pedig növekszik. A Természetvédelmi Világszövetség Vörös listáján nem fenyegetett fajként szerepel.